# Kukkuru, Tirumakudal Narsipur
Kukkuru là một làng thuộc tehsil Tirumakudal Narsipur, huyện Mysore, bang Karnataka, Ấn Độ.